# Perizoma unicolorata
Perizoma unicolorata är en fjärilsart som beskrevs av Kane 1897. Perizoma unicolorata ingår i släktet Perizoma och familjen mätare. Inga underarter finns listade i Catalogue of Life.